# 近鉄マルーン
近鉄マルーン（きんてつマルーン）とは、近畿日本鉄道の一般車両（通勤形電車）の外板色に採用されている赤色塗装色の通称。

## 近鉄一般車の車両塗装の変遷
戦後では1954年（昭和29年）に大阪線区間車のモ1450形下半色で初めて採用された。
翌1955年（昭和30年）に落成の800系は40mm幅ステンレス帯付の一色塗りになり、その塗装は820系へ踏襲された。
一方、1957年（昭和32年）のモ1460形は「ベージュ・青帯」の初期新性能車塗装を採用して広軌線で拡がり、日本初の高加減速車両であった南大阪線の6800系は「オレンジバーミリオン・白帯」のラビットカー専用塗装を採用した。
旧型車のダークグリーンが塗り替えられ始めた1963年（昭和38年）9月頃に「あかね色」の色調になり、さらに南大阪線ラビットカーや奈良線8000系がマルーン系に塗り替えられ始めた時期（1968年頃）に「近鉄マルーン」に変化した。1986年（昭和61年）の3200系から色調を変更して「近鉄マルーンレッド」に改称し、東大阪線→けいはんな線と当時は近鉄の運営であった特殊狭軌線の車両を除き、「シルキーホワイト」との2色塗り分けが従来車にも波及した。
2000年（平成12年）落成のシリーズ21より、「アースブラウン」と「クリスタルホワイト」のツートンに「サンフラワーイエロー」の帯を配した塗装となったが、従来車の塗色変更は行われなかった。
2024年（令和6年）落成の8A系より、マルーンレッドとシルキーホワイトの塗装を再開したが、両方の色も3200系と比較してわずかに色調を変更している。
なお、近鉄より運営移管された養老鉄道では塗装簡略化のため近鉄マルーンレッド一色になった。リバイバル塗装では伊賀鉄道860系863Fと8400系8414Fに初代マルーン一色塗装を施していた。

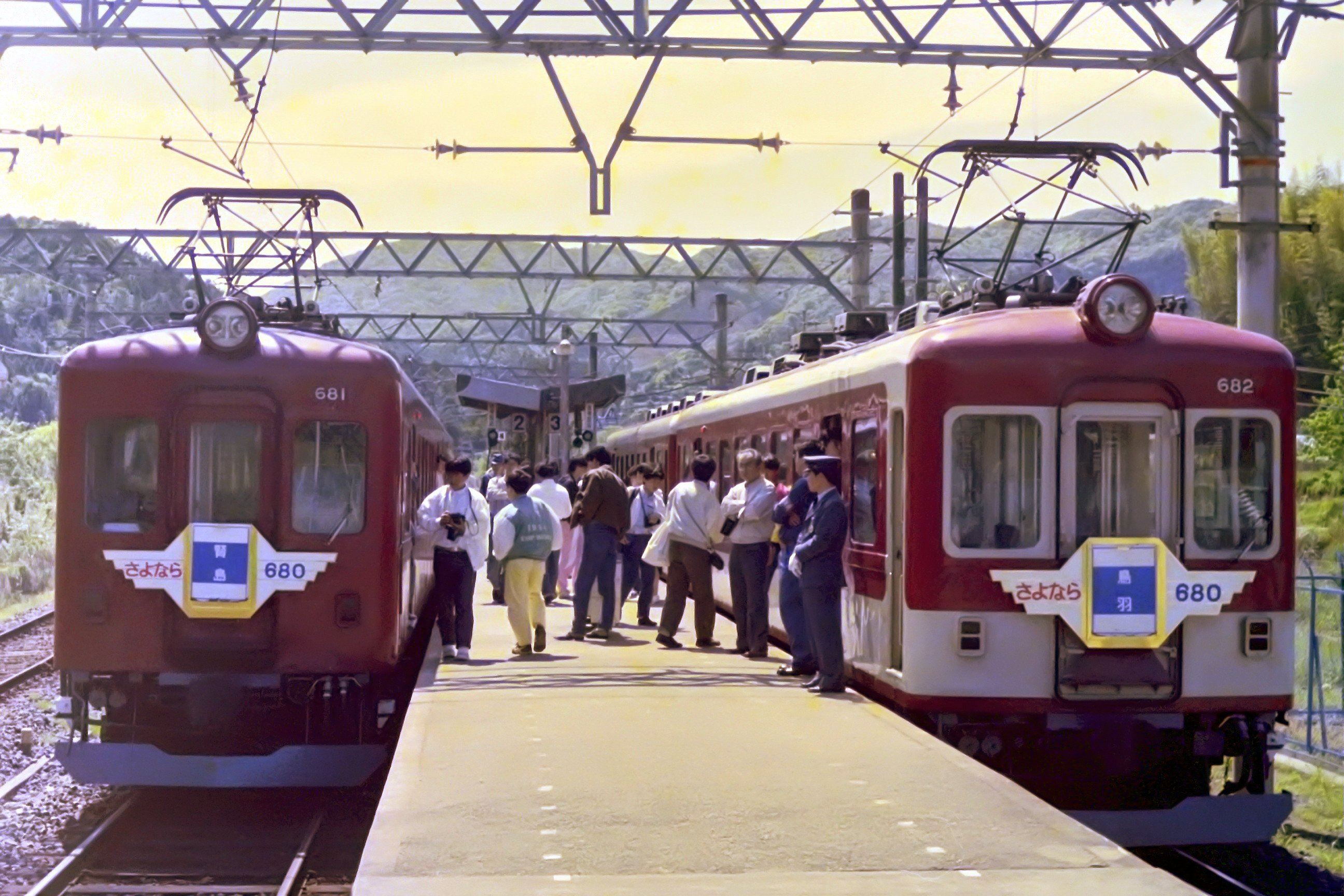
晩年は近鉄マルーン一色と近鉄マルーンレッド・シルキーホワイトの2色塗りがあった680系
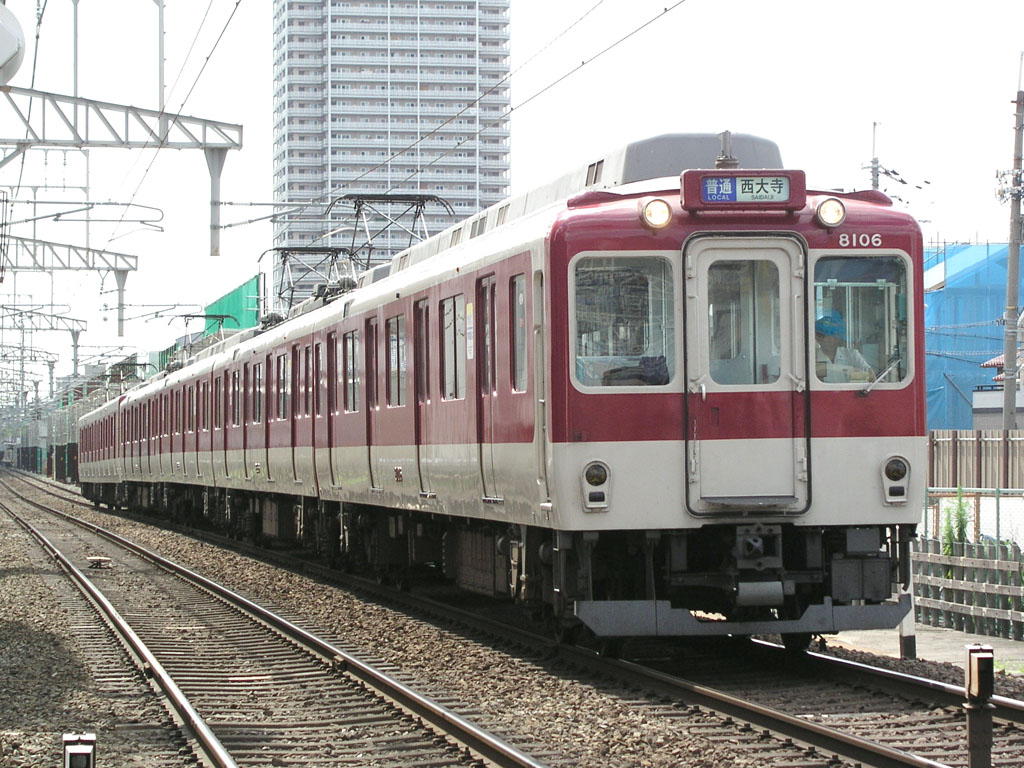
近鉄8600系
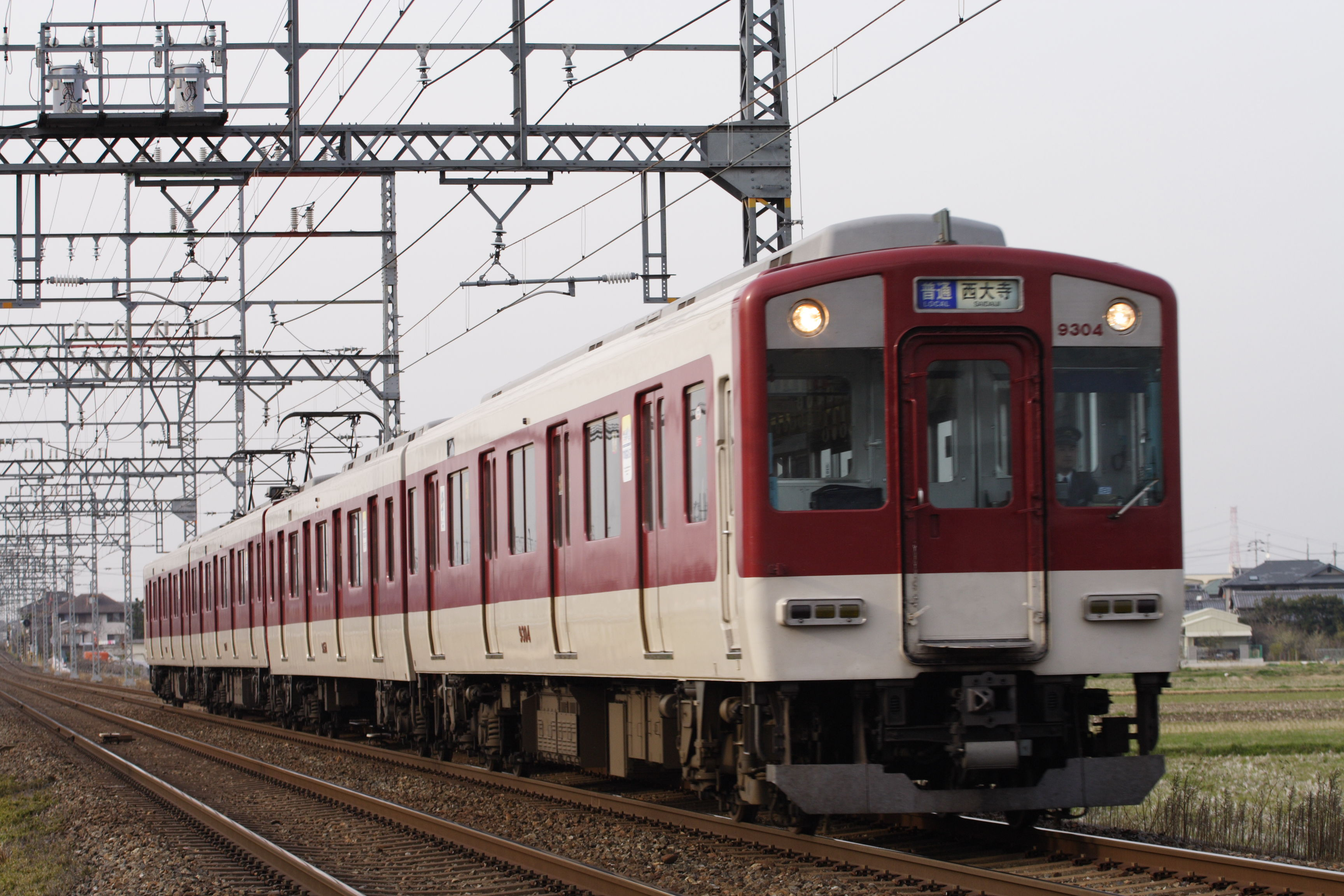
近鉄9200系
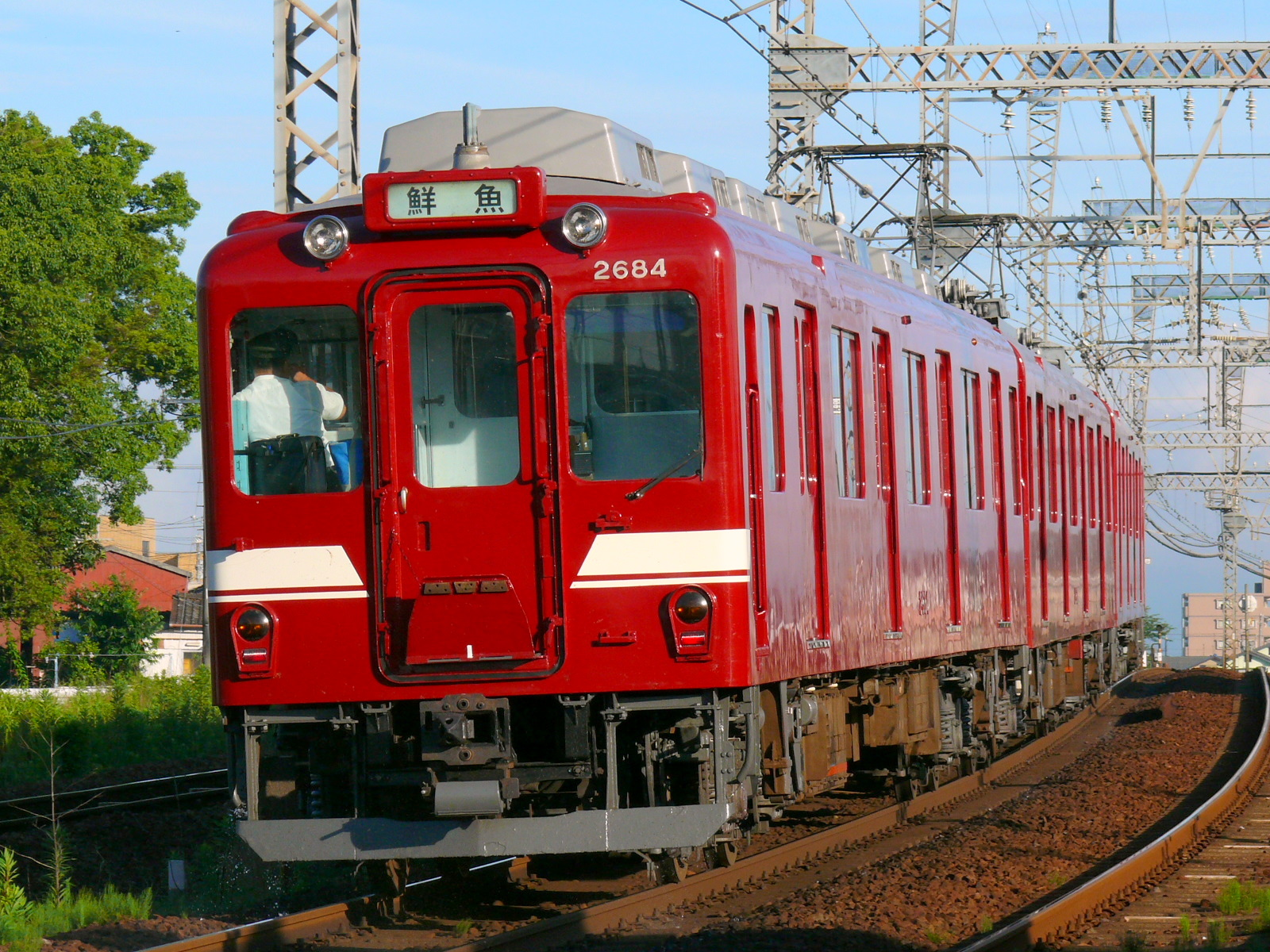
鮮魚列車には近鉄マルーンレッドに識別用の白帯が付けられていた。
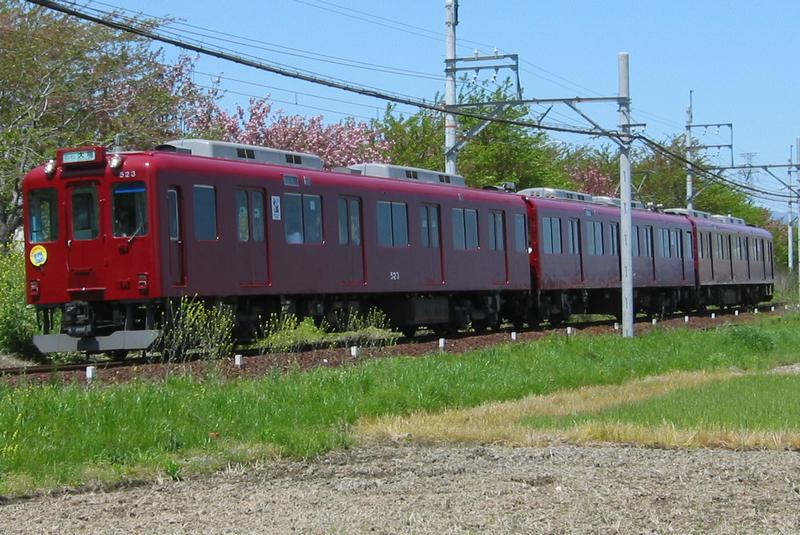
養老鉄道の近鉄マルーンレッド一色塗装
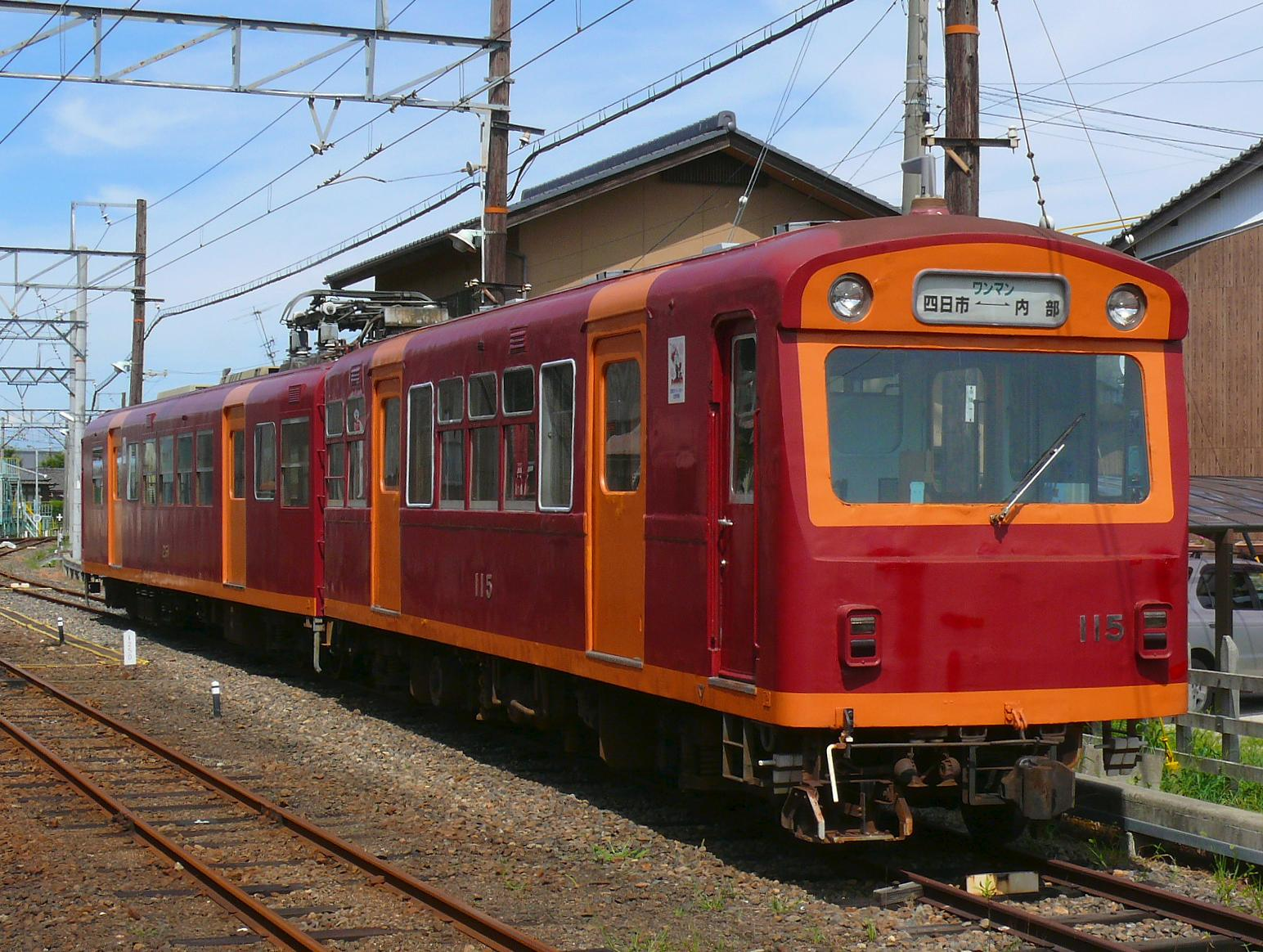
内部・八王子線と北勢線の一部車両は近鉄マルーンとオータム・リーフの2色塗りだった。